# Pancrase
Pancrase é uma organização de artes maciais mistas (MMA), fundada no Japão em 1993, pelos wrestlers profissionais Masakatsu Funaki e Minoru Suzuki. Por sua tradição, os seus campeões recebem o cinturão e são chamados de "King of Pancrase" (Rei do Pancrase, em português) ao invés de "campeão".